# Pippo Di Marca
Pippo Di Marca (Catania, 12 ottobre 1941) è un attore, regista e drammaturgo italiano.

## Biografia
Pippo Di Marca è una delle figure centrali dell'avanguardia teatrale italiana. Esordisce nel 1969 come attore con Giancarlo Nanni al Teatro La Fede di Roma, uno dei luoghi storici della neoavanguardia, partecipando agli spettacoli “L'imperatore della Cina” e “A come Alice” (da Lewis Carroll). Nel 1971 debutta come regista nello stesso teatro La Fede con lo spettacolo “Evento-Collage n.1”. Stringe rapporti di sintonia artistica con Julian Beck e il Living Theatre, ma soprattutto con Carmelo Bene e Leo de Berardinis. Ed è sulla loro scia, nonché sui richiami alle avanguardie storiche, che Pippo Di Marca sviluppa negli anni un teatro “aperto, visionario e totale” che ingloba elementi sia visivo-gestuali sia letterario-drammaturgici sia di impegno ideologico: diventando un esponente di primo piano della cosiddetta scuola romana o del teatro immagine, partecipando alle prime importanti rassegne del nuovo teatro dirette dai critici Franco Quadri, Beppe Bartolucci e Filiberto Menna.

### Percorsi nel tempo
In questo suo percorso nel tempo Pippo Di Marca si è ispirato a due artisti: Lautréamont e Marcel Duchamp. A loro si rifà la sua poetica, a Lautréamont ha dedicato nel 1976 (e ripreso più volte), lo spettacolo “Il conte di Lautréamont rappresenta i Canti di Maldoror”. Quanto a Duchamp, tra il 1977 e il 1984 realizza diversi spettacoli in Italia e negli Stati Uniti: “Omaggio a Duchamp n.I e n. 2”, “Autoesposizioni n.1, n.2, n.3” e diversi altri. In tali azioni sceniche, forma di teatro già allora teorizzata come “scrittura scenica”, era praticamente assente o ridotta al minimo la parola, il testo. 

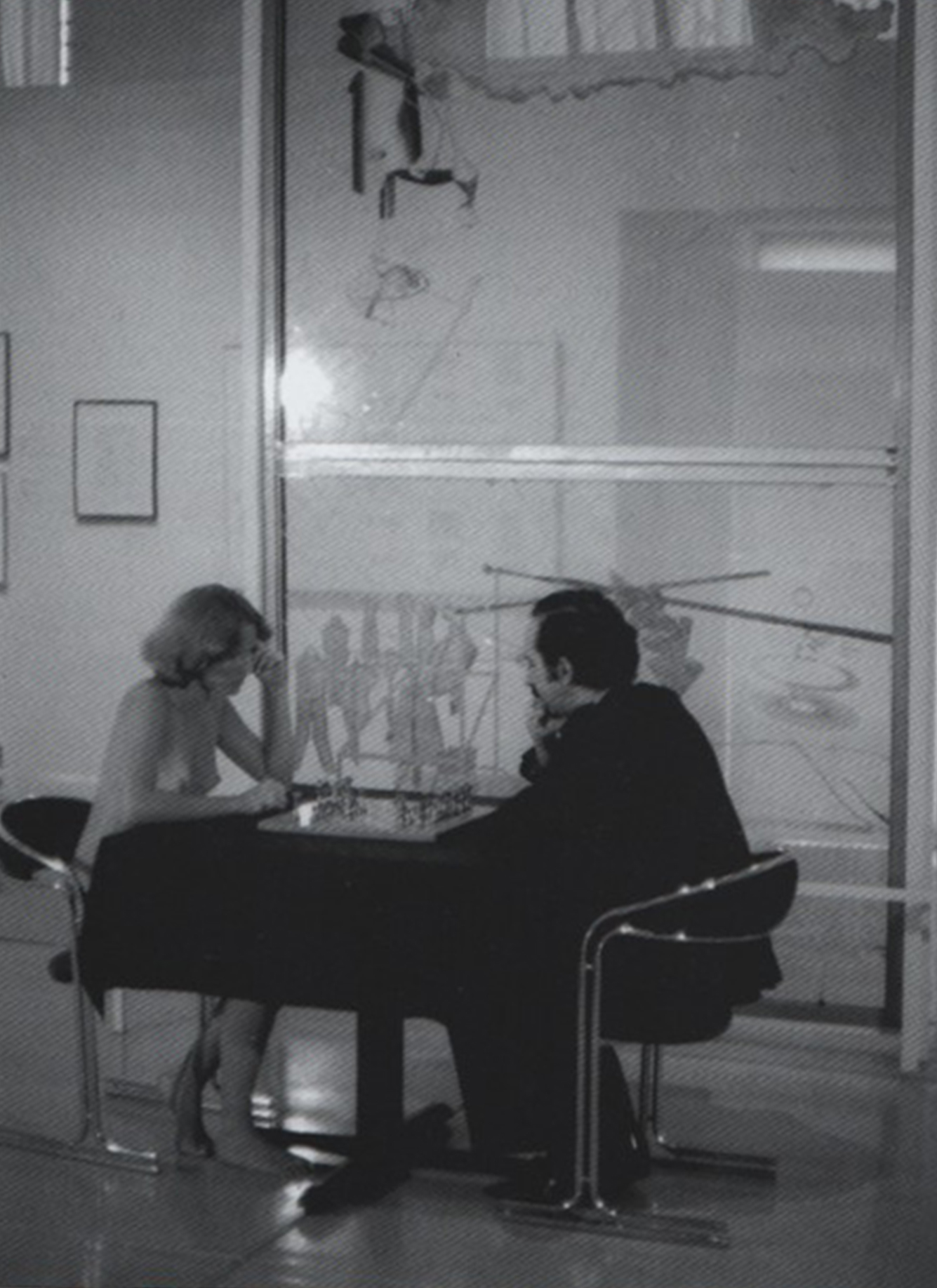
Pippo Di Marca, Omaggio a Marcel Duchamp-Chess Game with girl, Philadelphia Museum of Art, 1978

### Il meta-Teatro
Gli spettacoli di Pippo Di Marca, nel corso di quasi 5 decenni, sono stati rappresentati in varie rassegne italiane, in importanti festival, mostre e musei nazionali e internazional. Ma la loro casa naturale è stata da sempre la cantina, o il loft, in altre parole l'atelier d'artista. Del resto il suo percorso è cominciato al Teatro La Fede, è proseguito nelle storiche cantine romane Beat 72, Abaco, Alberico, Spaziouno, Spaziozero,  Politecnico, si è disseminato per gallerie d'arte, appartamenti, strade, spazi aperti, circuiti sportivi, scalinate, dirupi, ma è solo nel Meta-Teatro, lo spazio della sua Compagnia, che ha avuto nel tempo cinque sedi diverse a Roma, che Pippo Di Marca ha potuto realizzare il suo progetto ideale di teatro : un luogo dove non solo nascessero le sue opere, ma si creasse una permanente connessione e condivisione per sodalizi, assonanze e contiguità creative con gli altri artisti.

### Gli anni 2000 e lo spazio della memoria

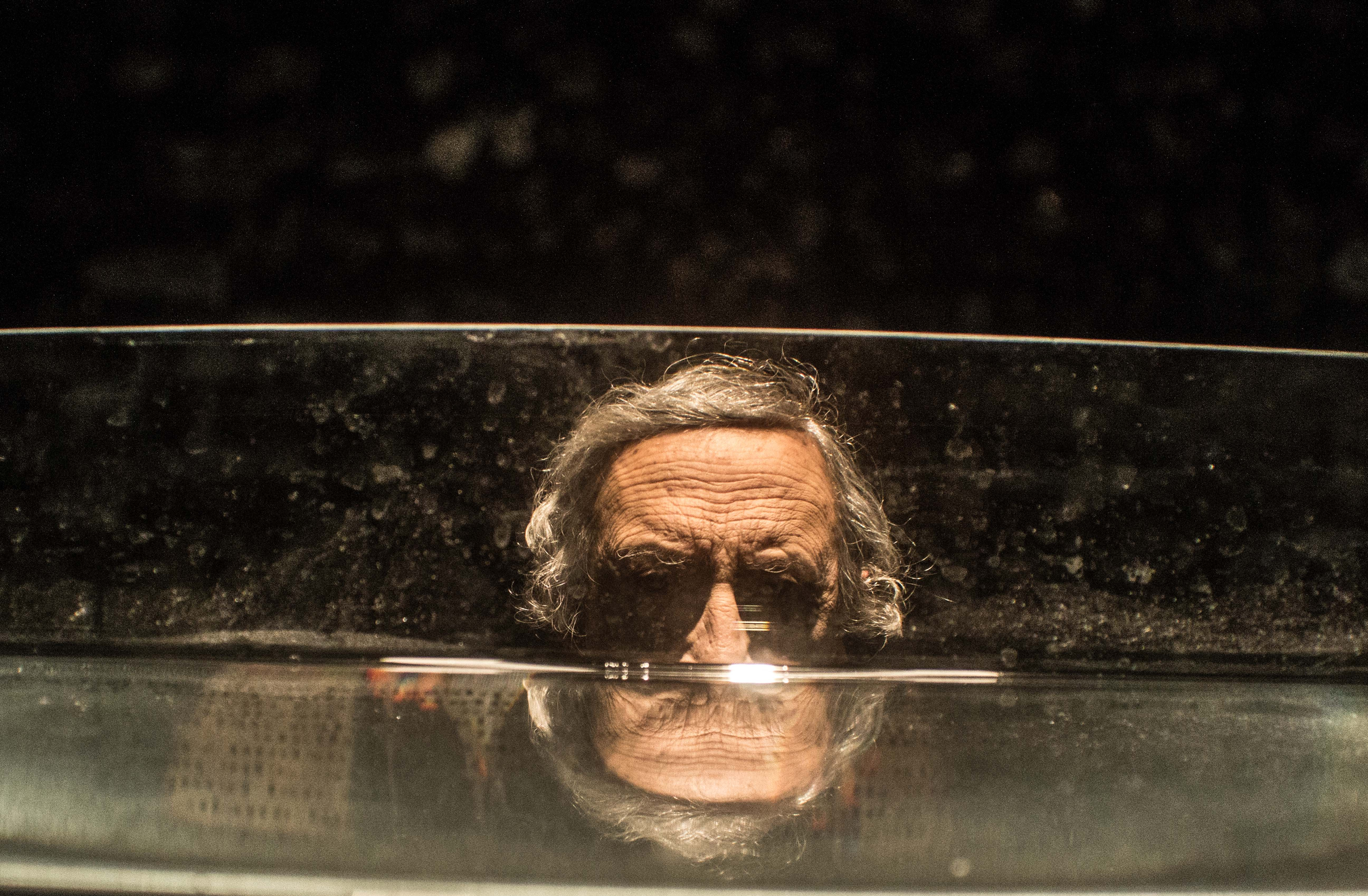
Pippo Di Marca_Theatrum Mundi Show

A partire dagli anni 2000 l'attività di Pippo Di Marca ha registrato ulteriori accelerazioni e trovato nuovi slanci creativi e di riflessione sullo stato delle cose. Innanzitutto dedicandosi concretamente all'idea di spazio della memoria condivisa con Leo, e per mettere a fuoco questi temi pubblicando il libro “Tra memoria e presente” (1999). Pippo Di Marca ha dato quindi vita a quella che è stata l'ultima sede del Meta-Teatro; aperta nel 2007 con una lettura scenica in omaggio a Carmelo Bene “Non siete voi che mi cacciate” e chiusa, nel 2013, con lo spettacolo “Essere e non essere” in memoriam di Carmelo messo in scena e interpretato da Di Marca con testo scritto insieme a Giancarlo Dotto. Ugualmente, specie dopo la morte di Leo de Berardinis, sono state periodicamente organizzate e condotte da Pippo Di Marca diverse serate in memoria della sua vita e della sua opera, e in particolare del suo ultimo spettacolo-testamento  “Past Adam and Eve”. Inoltre Di Marca ha riproposto, nel 2009, “L'imperatore della Cina”, a 40 anni di distanza dal suo debutto come attore con Giancarlo Nanni, già malato, cui lo spettacolo era implicitamente dedicato.
A tutto questo vanno aggiunti altri spettacoli e passaggi importanti di questa ultima fase. Il ritorno a Shakespeare con l'“Ex Hamleto” barbarico del 2001, in occasione del trentennale della Compagnia, e con “Romeo e Giulietta (complessi bandistici della nobile Verona)” del 2005. Il recupero della memoria ancestrale della sua Sicilia con due spettacoli da Vittorini e soprattutto “Pirandello Impromptu” del 2004, tra contrada kaos. Artaud e teatro-danza. La conclusione della trilogia beckettiana con “Aspettando Godot” (2003) e “Finale di partita” (2008). Due attraversamenti della poesia di Sanguineti con “Laborintus” e “ Mikrokosmos”. I recuperi performativi di avanguardie storiche in spettacoli come  “Dadadramm”,2008, e la serie di 16 'soirèes exquis' “Impression d'Afreak”, 2011-2012, assoli dada-surrealisti di Pippo Di Marca, compendio di poesia, prosa, cronaca, proiezioni, sberleffi, farsa e umori neri. E ancora i lavori sull'opera/vita del poeta e scrittore cileno Roberto Bolano, scoperto e subito collocato in cima alla ristretta galleria dei suoi autori di riferimento: Di Marca ha realizzato, tra il 2009 e il 2014, ben quattro spettacoli da e su Bolano, tra cui “La linea spezzata della tempesta” e “La parte di Bolano: il quinto cavaliere”. E infine, di nuovo Joyce, la cui lezione, come per Lautréamont e Duchamp, ha permeato gran parte del suo teatro, sempre ritornando: da “Violer d'amores” del 1981 fino al “ Bloomsday 2007” (18 ore, dall'alba a notte fonda, di lettura integrale dei 18 capitoli dell'Ulisse per 18 attori), al recente ” Theatrum Mundi Show” (2018), tutto giocato nel segno della parodia del Finnegans Wake, l'opera mondo dove la parola prova a reinventare tutte le lingue. 
Nel 2016 la compagnia del Meta-Teatro si è sciolta e fusa con il Florian Espace di Pescara, che ha assunto il nome di Florian-Metateatro e con cui Pippo Di Marca, regista e condirettore artistico, ha realizzato i suoi ultimi spettacoli: “Vecchi tempi” di Pinter e per l'appunto “Theatrum Mundi Show”.

## Teatrografia
- L'imperatore della Cina di Ribemont-Dessaignes, regia Giancarlo Nanni, 1969 (attore)
- Evento Collage n.1, 1971
- Seppellire i morti, da Shaw, 1972 (anche attore)
- Apocalittico weekend a Crome, da Huxley, 1973
- Salomé abstraction, da Wilde-Mallarmé, 1974
- Il conte di Lautréamont rappresenta i Canti di Maldoror, da Lautréamont, 1975
- Carmen, da Bizet-Merimée, 1976
- Notturno fabulatorio, da Hawthorne, 1976 (anche attore)
- Santo Genet commediante e martire, da Sartre-Genet, 1977
- Omaggio a Marcel Duchamp, 1978 (anche attore)
- Erratum Musical, da Duchamp-Tzara-Cage, 1979 (anche attore)
- Breve lettera del lungo addio prima del calcio di rigore, da Handke, 1980 (anche attore)
- Jura-Paris: Big Bang Agency, da Duchamp-Apollinaire-Picabia, 1981 (anche attore)
- Violer d'amores, dal Finnegans wake di Joyce, 1981 (anche attore)
- Admiral's Men (More Blade Runner Invaders), da Duchamp-Shakespeare-R.Scott, 1983
- Target-Lulu, da Wedekind-Pabst-Webern, 1984
- Diceria dell'untore, da Bufalino, 1986
- Storie naturali, da Sanguineti, 1986
- Lautréamont: uno e due!, di P. Di Marca, da Lautréamont, 1986
- La cognizione del dolore, da Gadda, 1987
- Tetragramma, da Bellezza, Bertolucci, Caproni, Pecora, Roma Poesia Festival, 1987
- A porte chiuse, da Sartre, 1987
- J.G.Borkman, da Ibsen, 1988
- Portrat Abstrakt, da T. Bernhard, 1988
- Hedda Gabler, da Ibsen, 1989
- Negri (Les Nègres), da Genet, 1990
- Serata Valéry, di C. Milanese, da Valéry, 1990
- Ballata sulla fine del giardino, da Cechov, 1991
- Giorni felici (Beckett Cantata), da Beckett-Peckinpah, 1992
- Il gabbiano, da Cechov, 1992 (anche attore)
- Lady Macbeth, da Shakespeare, 1993
- Strindberg Sonata, da Strindberg, 1994
- Il pasto dei ciechi, da La Tempesta di Shakespeare, 1995 (anche attore)
- Per terra mota (Born to Kill), da Full Metal Jacket di Stanley Kubrick, 1995
- La tana, da Kafka, 1996
- Studi su duelli, da I duellanti di R. Scott-Conrad, 1996
- Shakespeare's Jazz and Blues, per voce e band, da I sonetti di Shakespeare, 1996
- Bersagli, da Blade Runner di Ridley Scott, 1997
- Frammenti d'urbe, da Greenaway-Manganelli-Petrolini, 1998
- Il Mediterraneo: Gibilterra, Algeri, Gerusalemme, Sarajevo da P. Matvejevic, 1998
- L'alchimista di Girgenti, da Pirandello, 1999
- Lo specchio e l'anima, di P. Di Marca, 2000
- Pedro Paramo, da J.Rulfo, 2000
- Molly Bloom, Labelle, da Joyce, 2001
- Ex Hamleto, da Saxo Gramaticus-Shakespeare, 2001
- Aspettando Godot, da Beckett, 2003 (anche attore)
- Pirandello Impromptu, da Pirandello e Artaud, 2004
- Romeo e Giulietta (complessi bandistici della nobile Verona), da Shakespeare, 2005
- Pi come Pinocchio, da Collodi-Bene, 2005 (anche attore)
- L'uomo, il deserto e l'isola, da Vittorini, 2005
- Post-mortem, di N. Romeo, 2006
- Laborintus in Mikrokosmos, da Sanguineti, 2007(anche attore)
- Voci dal caos, da A. Moresco, 2007
- Dadadramm, da R. Dessaignes-Apollinaire, 2008
- Finale di partita, da Beckett, 2008 (anche attore)
- La linea spezzata della tempesta, dall'opera/vita di R. Bolano, 2009 (anche attore)
- Per filo e per segno, di L. Archibugi, 2011
- La parte di Bolano: il quinto cavaliere, dall'opera-vita di R. Bolano, 2012 (anche attore)
- Essere e non essere, di Dotto/Di Marca in memoria di Carmelo Bene, 2012 (anche attore)
- Ultima conferenza: malattia + letteratura, da R. Bolano, 2014 (anche attore)
- Passeggero Bolano, di P. Di Marca, ispirato a Bolano-Pirandello, 2014 (anche attore)
- Vecchi tempi, di H. Pinter, 2015

## Pubblicazioni
- Meta-Teatro e oltre di P. Di Marca, Edizioni del Meta-Teatro, 1989
- Scrivere il Teatro di P. Di Marca e altri autori, Bulzoni, 1990
- Tra memoria e presente di P. Di Marca, Artemide Edizioni, 1998
- Percorsi nel tempo di P. Di Marca , Archivi del Sud, 2001
- Brasile, addio di P. Di Marca (romanzo), Archivi del Sud, 2002
- Sotto la tenda dell'avanguardia di P. Di Marca, Titivillus, 2013
- L'avanguardia teatrale in Italia di F. Quadri, Einaudi, 1977
- Il poeta postumo di F. Cordelli, Lerici, 1978
- La politica del regista di F. Quadri, il Formichiere, 1980
- Quarant'anni di pace a cura di F. Bettini, Manni, 1995
- Avanguardie e utopie del teatro in Storia del teatro moderno e contemporaneo di R. Alonge e G. Davico Bonino, Einaudi, 2001
- Teatro e antiteatro dal dopoguerra a oggi di C. Molinari, Laterza, 2007
- I Teatronauti del chaos (1976-2008) di M. Palladini, Fermenti, 2009
- La nascita del nuovo teatro in Italia, 1959-1957 di D. Visone, Titivillus, 2010
- Catalogo degli scommettitori morti di M. Lunetta, Robin Edizioni, 2013
- Il nuovo teatro in Italia 1968-1975 di S. Margiotta, Titivillus, 2013
- Memorie dalle cantine a cura di S. Carandini, Bulzoni, 2013
- Il declino del teatro di regia di F. Cordelli, a cura di A. Cortellessa, S. Nebbia, Editoria&Spettacolo, 2014
- Il nuovo teatro in Italia 1967-1985 di M. Valentino, Titivillus, 2015
- Prove aperte (1981-2015) Vol.I /Vol.II di M. Palladini, Fermenti, 2015/2017
- Cento storie sul filo della memoria a cura di E.G. Bargiacchi, R. Sacchettini, Titivillus, 2017
- Trasparenze (diari teatrali 1972-2016) di A. Berdini, Editoria&Spettacolo, 2017

## Televisione
- Notturno Fabulatorio, drammaturgia e regia di Pippo Di Marca da N. Hawthorne, Teatro televisivo, Rai 3, 1976
- L'Altro Teatro (I protagonisti delle cantine) , documentario sul teatro d'avanguardia di Nico Garrone, Beppe Bartolucci e Maria Bosio, Rai 3, 1980
- Teatro Italiano/Italské Divadlo (Roma, Napoli, Milano), documentario di Linhart Pavel Televisione Ceca, 1996
- A spasso con l'avanguardia (I nuovi barbari, I provocautori, Teatro Oltre), documentario sul teatro d'avanguardia di Flavia Borelli, Pippo Di Marca e Maria Teresa Valente Rai Educational, 2010

## Radiodrammi
- Il Re muore di E. Ionesco, regia Radio tre, 2004
- Il Guerriero, l'Amazzone, lo Spirito della poesia nel verso immortale del Foscolo, di C. E. Gadda, regia, Radio tre, 2006

## Filmografia
- Giallo cromo, cortometraggio (1973)
- Staten Island, cortometraggio (1978)
- La fanciulla e la cinepresa, cortometraggio (1980)
- Il traditore, regia di Marco Bellocchio (2019)